# Ludovico Madruzzo
Ludovico Madruzzo (Trento, 1532 – Roma, 20 aprile 1600) è stato un cardinale italiano, principe vescovo di Trento nel corso della seconda metà del XVI secolo.

## Biografia
Figlio del barone Nicolò Madruzzo e di Elena di Lamberg; il padre era signore del castello di Nanno, barone dei Quattro Vicariati nella Val Lagarina, generale degli eserciti imperiali, nonché fratello maggiore del cardinale Cristoforo Madruzzo. Il giovane Ludovico studiò presso le università di Lovanio, nelle Fiandre, e di Parigi.
Nel 1550 ottenne dallo zio, impegnato in attività politiche e nominato pochi anni dopo governatore del Ducato di Milano, l'amministrazione del Principato Vescovile di Trento. Dopo importanti esperienze come diplomatico, in particolare come legato pontificio alla dieta d'Augusta, dove pronunciò l'orazione funebre per l'imperatore Carlo V, venne creato cardinale a ventinove anni da Pio IV (1561), che lo nominò sei anni dopo titolare effettivo della Diocesi di Trento.
Come vescovo di Trento, Ludovico Madruzzo si trovò a scontrarsi pesantemente con il conte del Tirolo e arciduca d'Austria Ferdinando II. Grazie all'operato di Bernardo Clesio e Cristoforo Madruzzo, il Principato di Trento aveva conquistato nella prima metà del Cinquecento un livello d'indipendenza che poteva minacciare gli interessi della Casa d'Austria. L'obiettivo di Ferdinando era quello di limitare fortemente il potere della famiglia Madruzzo nonché quello della figura del principe vescovo, restaurando un rapporto di subordinazione del Principato verso la contea del Tirolo.
Ferdinando invase Trento nel 1567, cercando d'imporre con la forza accordi sfavorevoli all'autonomia del Trentino e all'autorità del vescovo.
Ludovico cercò allora una soluzione diplomatica al contrasto con l'arciduca. Decise di trasferirsi a Roma, dove venne nominato dal papa Protector Germaniae, una carica che gli permise il controllo delle nomine episcopali e cardinalizie dell'Impero tedesco.
La sovranità di Ludovico venne completamente ripristinata con la convocazione della dieta di Spira nel 1587.
Nel governo della diocesi, Ludovico si impegnò nell'applicazione delle norme teologiche e pratiche del Concilio di Trento, compiendo numerose visite pastorali e istituendo un nuovo Seminario diocesano.
Fu legato da profonda amicizia a Carlo Borromeo e a San Filippo Neri.
Nel 1596 papa Clemente VIII nel tentativo di porre fine alla diatriba insorta sul molinismo, istituì una commissione chiamata congregazione De Auxiliis la cui presidenza affidò al cardinale Ludovico Mandruzzo, ed assistita dai cardinali Bellarmino e Bernerio; i lavori della congregazione si protrarranno fino al pontificato di papa Paolo V.
Morì a Roma il 20 aprile 1600. Gli succedette come principe vescovo di Trento il nipote Carlo Gaudenzio.

## Genealogia episcopale e successione apostolica
La genealogia episcopale è:
- Vescovo Samuel Maciejowski
- Cardinale Stanislao Osio
- Cardinale Ludovico Madruzzo

La successione apostolica è:
- Arcivescovo Johann von Schönenberg (1582)

## Ascendenza
|                                          |                                  |                                  | Genitori                     |  |  | Nonni |  |  | Bisnonni                             |  |  | Trisnonni                        |  |
|                                          |                                  |                                  |                              |  |  |       |  |  | Federico II, VII signore di Madruzzo |  |  | Giovanni, VI signore di Madruzzo |  |
|                                          |                                  |                                  |                              |  |  |       |  |  | Federico II, VII signore di Madruzzo |  |  | Giovanni, VI signore di Madruzzo |  |
|                                          |                                  | Ballina d'Ars                    |                              |  |  |       |  |  | Federico II, VII signore di Madruzzo |  |  |                                  |  |
| Giovanni Gaudenzio, I barone di Madruzzo |                                  |                                  |                              |  |  |       |  |  | Federico II, VII signore di Madruzzo |  |  |                                  |  |
|                                          |                                  | Ursula von Thun                  | Jakob von Thun               |  |  |       |  |  |                                      |  |  |                                  |  |
|                                          |                                  | Ursula von Thun                  | Jakob von Thun               |  |  |       |  |  |                                      |  |  |                                  |  |
|                                          |                                  | Ursula von Thun                  | Katharina von Schlandsberg   |  |  |       |  |  |                                      |  |  |                                  |  |
| Nicolò, III barone di Madruzzo           |                                  | Ursula von Thun                  |                              |  |  |       |  |  |                                      |  |  |                                  |  |
|                                          |                                  | Ritter Christoph von Sparrenberg | Ludwig II von Sparrenberg    |  |  |       |  |  |                                      |  |  |                                  |  |
|                                          |                                  | Ritter Christoph von Sparrenberg | Ludwig II von Sparrenberg    |  |  |       |  |  |                                      |  |  |                                  |  |
|                                          |                                  | Ritter Christoph von Sparrenberg | Anastasia von Wolkenstein    |  |  |       |  |  |                                      |  |  |                                  |  |
| Euphemia von Sparrenberg                 |                                  | Ritter Christoph von Sparrenberg |                              |  |  |       |  |  |                                      |  |  |                                  |  |
|                                          |                                  | Helena Fuchs von Fuchsberg       | Heinrich Fuchs von Fuchsberg |  |  |       |  |  |                                      |  |  |                                  |  |
|                                          |                                  | Helena Fuchs von Fuchsberg       | Heinrich Fuchs von Fuchsberg |  |  |       |  |  |                                      |  |  |                                  |  |
|                                          |                                  | Helena Fuchs von Fuchsberg       | Barbara von Mareit           |  |  |       |  |  |                                      |  |  |                                  |  |
| Ludovico Madruzzo                        |                                  | Helena Fuchs von Fuchsberg       |                              |  |  |       |  |  |                                      |  |  |                                  |  |
|                                          | Georg II von Lamberg zu Ortenegg | Georg I von Lamberg zu Ortenegg  |                              |  |  |       |  |  |                                      |  |  |                                  |  |
|                                          | Georg II von Lamberg zu Ortenegg | Georg I von Lamberg zu Ortenegg  |                              |  |  |       |  |  |                                      |  |  |                                  |  |
|                                          | Georg II von Lamberg zu Ortenegg | Elisabeth von Zobelsberg         |                              |  |  |       |  |  |                                      |  |  |                                  |  |
| Joseph von Lamberg zu Ortenegg           | Georg II von Lamberg zu Ortenegg |                                  |                              |  |  |       |  |  |                                      |  |  |                                  |  |
|                                          |                                  | Maria Maddalena della Torre      | Fabio della Torre            |  |  |       |  |  |                                      |  |  |                                  |  |
|                                          |                                  | Maria Maddalena della Torre      | Fabio della Torre            |  |  |       |  |  |                                      |  |  |                                  |  |
|                                          |                                  | Maria Maddalena della Torre      | Lucia Arcoloniani            |  |  |       |  |  |                                      |  |  |                                  |  |
| Helena von Lamberg zu Ortenegg           |                                  | Maria Maddalena della Torre      |                              |  |  |       |  |  |                                      |  |  |                                  |  |
|                                          |                                  | Georg von Ellach                 | …                            |  |  |       |  |  |                                      |  |  |                                  |  |
|                                          |                                  | Georg von Ellach                 | …                            |  |  |       |  |  |                                      |  |  |                                  |  |
|                                          |                                  | Georg von Ellach                 | …                            |  |  |       |  |  |                                      |  |  |                                  |  |
| Elisabeth von Ellach                     |                                  | Georg von Ellach                 |                              |  |  |       |  |  |                                      |  |  |                                  |  |
|                                          |                                  | Anna von Hunelberg               | Heinrich von Hunelberg       |  |  |       |  |  |                                      |  |  |                                  |  |
|                                          |                                  | Anna von Hunelberg               | Heinrich von Hunelberg       |  |  |       |  |  |                                      |  |  |                                  |  |
|                                          |                                  | Anna von Hunelberg               | …                            |  |  |       |  |  |                                      |  |  |                                  |  |
|                                          |                                  | Anna von Hunelberg               |                              |  |  |       |  |  |                                      |  |  |                                  |  |